# San Cristóbal (Santa Fe)
San Cristóbal – miasto w Argentynie w prowincji Santa Fe.
W 2010 roku miasto liczyło 14,3 tys. mieszkańców.